# Syndexamine carinata
Syndexamine carinata is een vlokreeftensoort uit de familie van de Dexaminidae. De wetenschappelijke naam van de soort is voor het eerst geldig gepubliceerd in 1914 door Charles Chilton.